# Icteranthidium aequabile
Icteranthidium aequabile là một loài Hymenoptera trong họ Megachilidae. Loài này được Morawitz mô tả khoa học năm 1896.